# Handlungsorientierter Unterricht
Handlungsorientierter Unterricht ist ein ganzheitlich beanspruchender, schüleraktiver Unterricht, in dem die zwischen dem Lehrer und den Schülern vereinbarten Handlungsprodukte die Organisation des Unterrichtsprozesses bestimmen. Dabei sollen „Kopf, Herz und Hand“ (Johann Heinrich Pestalozzi, 1746–1827), also kognitives, affektives und psychomotorisches Lernen der Schüler in ein ausgewogenes Verhältnis zueinander gebracht werden. Es handelt sich nicht um ein didaktisches Modell, sondern um ein didaktisch-methodisches Konzept.
Handlungsorientierter Unterricht geht in der Regel von einer konkreten, realitätsnahen Handlungssituation aus (Erster Schritt), um daraus (Zweiter Schritt) eine allgemeine Gesetzmäßigkeit abzuleiten oder ein allgemeines Prinzip zu erklären (induktives Vorgehen). Das Gegenkonzept ist das Instruktionslernen. Es erklärt zuerst das Prinzip, die Gesetzmäßigkeit oder den Zusammenhang, um dann Einzelfälle in Form von Übungen oder Beispielen zu behandeln (deduktives Vorgehen). 
Das Konzept ist im Wesentlichen der konstruktivistischen Didaktik zuzuordnen. Diese postuliert, dass Menschen die äußere Realität nur mit Hilfe ihrer Sinnesorgane wahrnehmen können und dass jeder Mensch seine Realitätsvorstellungen aus den (subjektiven) Wahrnehmungen im Laufe seines Lebens konstruiert. Dadurch ergibt sich zunächst, dass die Vorstellungen interindividuell verschieden sein können. Für die (handlungsorientierte) Didaktik besonders relevant ist die Schlussfolgerung, dass es kein sinnvolles Ziel sein kann, eine bestimmte Vorstellung von der „Realität“ in einem anderen Menschen zu verankern, wie es mittlerweile überholte Formen der Instruktion versuchen. Stattdessen muss der Lernende bei der Konstruktion seiner Vorstellungen unterstützt werden, indem man ihm Möglichkeiten zur Auseinandersetzung mit der Realität und der Prüfung der eigenen Vorstellungen an der Realität eröffnet.

## Begriffsbestimmung (Entwicklungsgeschichte)
Handlungsorientierter Unterricht ist ein auf die Arbeitspädagogik der Reformpädagogik zurückgehender Begriff. Er hat allerdings schon Vorläuferkonzepte in Pestalozzis Idee der Elementarbildung als Einheit von Kopf, Herz und Hand und den Selbsttätigkeitskonzepten des 19. Jahrhunderts, wie bei Diesterweg oder Fröbel. In der Arbeitspädagogikdebatte zu Beginn der Weimarer Republik wurden sehr heterogene Konzepte vertreten wie die freie geistige Schularbeit bei Hugo Gaudig (1860–1923), der Ansatz, schulisches Lernen in den gesellschaftlichen Produktionsprozess zu integrieren (Paul Oestreich, 1878–1959) oder die mehr auf handwerkliches Schaffen ausgerichtete Pädagogik Georg Kerschensteiners (1854–1932). Zeitgleich entwickelten John Dewey (1859–1952) und William Heard Kilpatrick (1871–1965) den Ansatz des „learning by doing“, bei dem das handelnde Erkunden der die Schule umgebenden Wirklichkeit bedeutsam war. Aber auch andere Vertreter der Reformpädagogikepoche setzten sich von der Verbalschule ab und betonten die pädagogische Wirksamkeit von handelndem Lernen wie Célestin Freinet (1896–1966) oder Maria Montessori (1870–1952).
Auch heute gilt dieser Ansatz als produktives didaktisch-methodisches Konzept. Dies gilt in besonderem Maße für die Berufspädagogik. Handlungsorientierung basiert heute lerntheoretisch auf zwei grundlegenden Theorien, nämlich der auf die sowjetische Psychologie um Wygotski und Alexej Leontjew zurückgehenden Tätigkeitstheorie sowie den auf die kognitive Handlungstheorie von Piaget und Aebli zurückgehenden Ansätzen zur entwicklungspsychologischen Fundierung des Lernens. Vielfach verschwimmt der Begriff der Handlungsorientierung mit dem ganzheitlichen, entdeckenden oder offenen, kindgemäßen Unterricht. Deshalb sind Qualitätskriterien erforderlich, die Handlungsorientierung klarer definieren. 
Handlungsorientierung verzichtet auf das Prinzip der inhaltlichen Vollständigkeit eines Themenkanons. Dieser wird eher exemplarisch angegangen. Nicht die Einverleibung von Begriffen, sondern ihr Nach-Schaffen und das Neukombinieren von Gegebenheiten sind wesentlich. Vereinfacht gesagt erweitert die Handlungsorientierung die Ganzheitlichkeit in der Betrachtung des Lerners und seines Umfeldes um das Modell der vollständigen Handlung als konstruktivistischen Prozess.
In der politischen Bildung hat die Handlungsorientierung eine spezielle Bedeutung. Über den Unterricht hinaus meint sie die Umsetzung des Gelernten in politisches Handeln als aktiver Bürger. Dies kann eine konkrete politische Aktion in der Gegenwart (im Schulleben, politische Initiative) sein oder eine Handlungsbereitschaft für künftige Situationen.

## Merkmale des Handlungsorientierten Unterrichts

### Handlungsorientierung und Ganzheitlichkeit
Im handlungsorientierten Unterricht wirken – in einem Wechsel von Anstrengung und Entspannung – Kopf- und Handarbeit unter Beteiligung des Gefühls und aller Sinne zusammen.

### Öffnung des Unterrichts
Öffnung des Unterrichts kann auf zwei Ebenen stattfinden:
- Inhaltliche und institutionelle Öffnung: Der Unterricht ermöglicht es den Schülern zumindest ansatzweise, auch ihre Schul- und Klassensituation als offene, nicht in allem institutionell festgelegte Lebenswelt zu sehen und neu zu erfahren (Teilaspekt des Lebensbezugs des Unterrichts). In der Projektarbeit außerhalb der Schule wird der geschützte Raum der schulischen Lernumwelt auch verlassen.
- Curriculare und methodische Öffnung: Der Unterricht fördert Schülerinitiativen und Eigenverantwortlichkeit für die Wahl zielorientierter Aktivitäten und die Arbeits- und Zeiteinteilung (bis hin zur Aufstellung von Wochenplänen).

### Lernerorientierung
Unter dem Prinzip der Lernerorientierung wird zum einen verstärkt gefragt, was Schüler zu welchen Zwecken lernen wollen bzw. sollen, zum anderen, welche Voraussetzungen sie entsprechend ihren Anlagen, ihrem Alter sowie ihren spezifischen Lebens- und Lernerfahrungen für bestimmte Lernprozesse mitbringen und welches ihre bevorzugten Lernweisen sind.

### Inhaltsorientierung
Die Themenbereiche des handlungsorientierten Unterrichts berücksichtigen verstärkt die persönlichen Erfahrungen und Interessen der Jugendlichen und fordern sie zur emotionalen und kognitiven Auseinandersetzung heraus. Darüber hinaus orientieren sie sich in den höheren Klassen in immer stärkerem Maße an außer- und nachschulischen Handlungsfeldern im privaten und beruflichen Bereich.

### Lernorientierung und Prozessorientierung im Fremdsprachenunterricht
Angesichts der Gegebenheiten der Institution Schule wird Lehren zwar immer noch als notwendig angesehen. Man akzeptiert jedoch, dass es nicht mehr oder weniger automatisch zu entsprechendem Lernen führt, selbst wenn die Schüler gut mitarbeiten. So sieht die Didaktik heute in den Schülern keine Objekte des Lehrens, denen Lerninhalte „vermittelt“ werden. Sie werden vielmehr als eigenaktive „Lernende“ anerkannt, die das dargebotene Material sowie die Informationen des Lehrers für sich verarbeiten (vgl. Lehrer-Schüler-Verhältnis). Sie verstehen Inhalte auf der Grundlage ihrer individuellen Lerndispositionen (intellektuelle und affektive Faktoren) und Lernweisen sowie ihres Vorwissens und ihrer vorangegangenen Lebens- und Lernerfahrungen („Weltwissen“); in diesen Bestand integrieren sie neue Informationen sowie entsprechende Inhalte und „konstruieren“ so ihr Wissen (vgl. Konstruktivistische Didaktik). (Dieses „Konstruieren“ hat also nichts mit der alltagssprachlichen Bedeutung des Begriffs im Sinne einer bewusst zielgerichteten Aktivität zu tun.) Diese Hinwendung von einem naiven „Instruktionismus“ zu einer „konstruktivistischen“ Position verändert auch die Funktion der Unterrichtenden: sie werden verstärkt als classroom managers und learning facilitators gesehen, die den Schülern Hilfen für ihre Wissenskonstruktion anbieten.
Die wesentlichen Grundlagen dieses lern- und prozessorientierten Ansatzes sind:
- Reflektiertes Zusammenspiel von Öffnung und Steuerung (siehe oben)
- Förderung eines weitgehend selbstbestimmten Lernens (Lernerautonomie)
- Förderung der Entwicklung individueller Lernstrategien.

### Produktorientierung
Ziel des handlungsorientierten Unterrichts ist das Hervorbringen von materiellen und/oder sprachlichen Handlungsprodukten. Dies geschieht in Partner-, Gruppen- und Projektarbeit (mit gemeinsamer Erörterung, Planung und Diskussion; vgl. Modell der vollständigen Handlung): Modell, Wand- oder Klassenzeitung (ggf. auch als Ausstellung); Leserbrief oder Flugblatt (nicht nur klassenintern-fiktiv, sondern real und damit in eine öffentliche Diskussion eingreifend); Teilnahme an einem Preisausschreiben oder Wettbewerb; Simulation, Rollenspiel, szenisches Spiel, Musik, Tanz, Theateraufführung, Elternabend; Klassenfahrt, Exkursion usw.

## Handlungsorientierung in folgenden Methoden

### Projektunterricht
Projektunterricht ist eine handlungsorientierte, ganzheitliche, lernerzentrierte, integrative Lernform, die curricular offen ist und sich durch Lernerautonomie (Selbstorganisation, Selbstverantwortung) und Zusammenarbeit auszeichnet. Die Ergebnisse sind Produkte im oben genannten Sinn.

### Freiarbeit
Freiarbeit ist eine Form des offenen Unterrichts, die auf die Reformpädagogik zurückgeht. Je nach Grad der Freiarbeit arbeiten die Schüler nach ihren Interessen in organisatorischer, zeitlicher, räumlicher, kooperativer, methodischer, inhaltlicher und individueller Freiheit. In weniger radikalen Formen der Freiarbeit wählen die Schüler frei aus einem vorbereiteten Pool Materialien aus und bearbeiten diese.

### Stationenlernen
Das Stationenlernen, auch als Lernen an Stationen, Stationenbetrieb, Stationenarbeit oder Lernzirkel bzw. Lerntheke (oder Lehrtheke) bezeichnet, ist eine Lehrtechnik, bei der die Schüler in der Regel selbstgesteuert und eigentätig anhand vorbereiteter Materialien, die in Stationen angeordnet sind, lernen.

### Mehrdimensionales Lernen
Mehrdimensionales Lernen ist eine Form des komplexen Lernens, bei der mehrere Lernpotenzen beim Lernenden aktiviert und gleichzeitig mehrere Lernverfahren miteinander verknüpft werden. Dies bedeutet zum Beispiel, dass sinnliche Erfahrungen wie Anfassen, Ertasten, Befühlen (Sensorisches Lernen) mit praktischem Ausprobieren und Experimentieren (Motorisches/manuelles Lernen) sowie Zerlegen, Vergleichen, Verstehen (Verstehendem Lernen) Hand in Hand gehen. Die Schwerpunktsetzung hängt dabei vom jeweiligen Alter des Lernenden, seinem favorisierten Lernzugang und dem Lerngegenstand ab. Schulanfänger erkunden beispielsweise nach diesem Unterrichtsprinzip ihren Schulweg selbstständig unter der Zielsetzung, sich ein Schulwegspiel zu erstellen, mit dem sich alle möglichen Ereignisse auf dem Weg zur Schule praktisch übend durchspielen lassen.

### Lernen durch Lehren
Seit dem Anfang der 1980er Jahre hat sich die handlungsorientierte Methode Lernen durch Lehren (LdL) in allen Fächern und Schultypen (auch an der Hochschule) etabliert. Das Konzept wurde zunächst im Französischunterricht des Gymnasiums durch Jean-Pol Martin erprobt und verbreitet. In dem Handbuch zur Französischdidaktik von Nieweler (2006) wird LdL im Glossar als „radikale Form der Schüler- und Handlungsorientierung“ charakterisiert.